# Receptor do alerta de radar
Receptor do alerta de radar (RWR) é um sistema de detecção de emissões de ondas eletromagnéticas dos sistemas de radar. Sua finalidade principal é a de emitir um aviso quando o sinal de radar que possa ser uma ameaça é detectada. O alerta pode então ser utilizado, manualmente ou automaticamente, para fugir da ameaça detectada. Os sistemas RWR podem ser instalados em todos dos tipos de transportes aéreos, base marítmas e bases terrestres (como exemplos aviões, navios, automóveis e bases militares).
Este artigo é focado principalmente em sistemas aéreos RWR militares, para sistemas RWR policiais comerciais, veja detector de radar.
Em função do tipo de sistema RWR que está designado, ele pode ser como um simples detector de energia em uma faixa específica de rar (tal como o da polícia). Para situações mais críticas, tal como um combate militar, os sistemas RWR são capazes de classificar as fontes do radar pela intensiade do radar, fase e tipo do formato de onda, como onda de energia pulsada ou onda contínua com amplitude de modulação ou frequência de modulação (piava). A informação sobre a intensidade e formato da onda podem então ser usada para estimar o mais provável tipo de ameaça que o radar detectado apresenta. Os mais simples sistemas são tipicamente instalados em propriedades menos caras como automóveis, enquanto os sistemas mais sofisticados são instalados em propriedades de missões críticas, como aeronaves militares.

## Tipos de RWR em serviço
- AN/ALR-46 (F-4 Phantom II, RF-4 Phantom II, F-5, B-52G)
- AN/ALR-56 (USA; F-15 Eagle, Canada; CC-130 Hercules)
- AN/ALR-66 (USA; P-3C Orion)
- AN/ALR-67 (USA; AV-8B Harrier II, F-14 Tomcat, F/A-18E/F Super Hornet, EA-6B Prowler, Canada; CF-18 Hornet)
- AN/ALR-69 (USA; B-52H Stratofortress, lacks Frequency Selective Receiver Capabilities (FSRS) capabilities however, A-10 Thunderbolt II, AC-130 Spectre, F-16 Fighting Falcon, HH-53, MC-130, F-4E Phantom II).
- AN/ALR-76 (USA; S-3, EP-3)
- AN/ALR-94 (USA; F-22)
- AN/APR-39 (USA, AH-1, AH-64 Apache, CH-46 Sea Knight, CH-47 Chinook, CH-53, EH-60 Black Hawk, KC-130 Hercules, MH-47 Chinook, MH-60 Black Hawk, OH-58, OV-1 Mohawk, RC-12, RV-1, UH-1 Iroquois, UH-60 Black Hawk, V-22 Osprey)
- ALR-2002 (Australia; developmental, project being cancelled)
- ALR-400 (Spain; EF-18A/B Hornet, Airbus A400M, C-295, CH-47 Chinook, Cougar, TIGER, NH90, CH-53)
- BOW-21 (Sweden; JAS 39 Gripen Germany; Panavia Tornado)
- SPO-15 Beryoza (India; MiG-29 Fulcrum, Russia; Su-27SK Flanker-B, China; J-11)
- Tarang (India; MiG-27 Flogger, LCA Tejas, Jaguar, Su-30MKI Flanker)
- Sirena series (Soviet aircraft)
- L-150 Pastel (Soviet-Russian aircraft)
- ARI 18223 (British aircraft such the Jaguar Mk.1)